# Acontia nilgirica
Acontia nilgirica là một loài bướm đêm trong họ Noctuidae.